# باكوليت
باكوليت (بالإنجليزية: Bacolet)‏ مدينة تقع في جنوب شرق جزيرة توباغو ، جمهورية ترينيداد وتوباغو . تعتبر من أكثر المدن تطورا في ترينيداد وتوباغو حيث يعيش فيها صفوة المجتمع . يوجد أيضا العديد من المنازل والفنادق للسياح .